# Impedanzinverter
Ein Impedanzinverter, in der deutschsprachigen Literatur auch als Dualübersetzer bezeichnet, ist eine elektronische Schaltung, welche die Impedanz {\displaystyle {\underline {Z}}_{L}} eines real vorhandenen Zweipols durch Invertierung in eine zur ursprünglichen duale Impedanz {\displaystyle {\underline {Z}}_{E}} umwandelt. Er ist das „Gegenstück“ zum Impedanzkonverter.

## Allgemeines
Das ideale Modell eines Impedanzinverters ist ein lineares Zweitor in dessen Kettenmatrix nur die Nebendiagonale besetzt ist (komplexe Größen sind unterstrichen):
{\displaystyle \left({\underline {A}}\right)={\begin{pmatrix}0&{\underline {a}}_{12}\\{\underline {a}}_{21}&0\end{pmatrix}}}
Wird an dessen Ausgangstor L die (Last-)Impedanz {\displaystyle {\underline {Z}}_{L}} angeschlossen, dann stellt sich entsprechend den Berechnungsmethoden der Zweitortheorie am Eingangstor E folgende (Eingangs-)Impedanz {\displaystyle {\underline {Z}}_{E}} ein:
{\displaystyle {\underline {Z}}_{E}={\frac {{\underline {a}}_{12}}{{\underline {a}}_{21}\cdot {\underline {Z}}_{L}}}}
Der Inversionsfaktor {\displaystyle {\frac {{\underline {a}}_{12}}{{\underline {a}}_{21}}}} stellt einen wählbaren Faktor dar, der die Art der Invertierung bestimmt. An der Kettenmatrix kann man erkennen, dass ein Impedanzinverter im Allgemeinen ein nichtumkehrbares aktives Zweitor ist, denn abgesehen von Sonderfällen sind sowohl die Determinante {\displaystyle \det \left({\underline {A}}\right)} als auch die vor- und rückwärtigen Leistungsübersetzungen ungleich 1.
Deshalb müssen reale Impedanzinverter als elektronische, aktive Schaltungen aufgebaut werden. Praktisch werden dafür ein oder mehrere Operationsverstärker und weitere passive Bauelemente verwendet.

## Varianten
Je nach Wahl des Inversionsfaktors wird zwischen zwei typischen Arten von Impedanzinvertern unterschieden:
- Beim positiven Impedanzinverter (englisch positive impedance inverter, PII) ist der Inversionsfaktor reell und positiv.
- Beim negativen Impedanzinverter (englisch negative impedance inverter, NII) ist der Inversionsfaktor reell und negativ, d. h. zusätzlich zur Invertierung wird noch das Vorzeichen gedreht.

## Sonderfall
Einen positiven Impedanzinverter mit der Nebenbedingung
{\displaystyle {\underline {a}}_{12}={\frac {1}{{\underline {a}}_{21}}}=r_{G}}
nennt man Gyrator mit dem Gyrationswiderstand rG. Einerseits gilt für die Determinante seiner Kettenmatrix {\displaystyle \det \left({\underline {A}}\right)=-1}. Deshalb ist ein Gyrator ein nichtumkehrbares (manchmal auch als antireziprok bezeichnetes) Zweitor. Andererseits ist die Leistungsübersetzung in beiden Richtungen gleich 1. Er ist also (im Idealfall) verlustlos passiv und stellt das Gegenstück zum idealen Übertrager dar. Beispielsweise kann er eine Kapazität C in eine Induktivität {\displaystyle L=C\cdot r_{G}^{2}} umwandeln, denn es gilt:
{\displaystyle {\underline {Z}}_{E}={\frac {r_{G}^{2}}{\frac {1}{j\omega C}}}=j\omega C\cdot r_{G}^{2}}
Dadurch hat der Gyrator sowohl in der Netzwerktheorie als auch in der realen Schaltungspraxis große Bedeutung erlangt.